# Filetto (liuteria)
Il filetto (o filettatura) è un inserto in legno comunemente presente nella tavola armonica e nel fondo di alcuni strumenti ad arco, come quelli della famiglia del violino. Il filetto è costituito tipicamente da tre striscioline di legno (usualmente quella mediana di pioppo e le due esterne di pero tinto di colore scuro) inserite in un solco precedentemente scavato lungo la tavola o il fondo. La funzione del filetto non è solo ornamentale, ma ha anche lo scopo strutturale di mantenere coese fra loro le fibre del legno, particolarmente nei punti in cui il filetto è ortogonale alle stesse, prevenendo la formazione di crepe. Il filetto non influenza in genere l'acustica dello strumento, in quanto è incassato all'altezza delle controfasce.
Il primo esempio noto di filettatura è quella di un violino di Andrea Amati del 1564, ora conservato presso l'Ashmolean Museum.  Alcuni liutai, come Maggini, usavano spesso la doppia filettatura, con due diversi filetti distanziati l'uno dall'altro. Oltre che sul piano e sul fondo armonico, negli strumenti antichi e barocchi spesso anche la tastiera e la cordiera erano filettate, in quanto all'epoca erano comunemente realizzate in acero, che poteva essere filettato, decorato o rivestito d'ebano. Negli strumenti più riccamente decorati, specie quelli a pizzico tastati, possono essere presenti delle filettature in abalone o madreperla. Negli strumenti di liuteria povera o di fabbricazione industriale la filettatura può essere soltanto disegnata con la vernice, o nei moderni strumenti economici può essere realizzata in plastica.

## Realizzazione

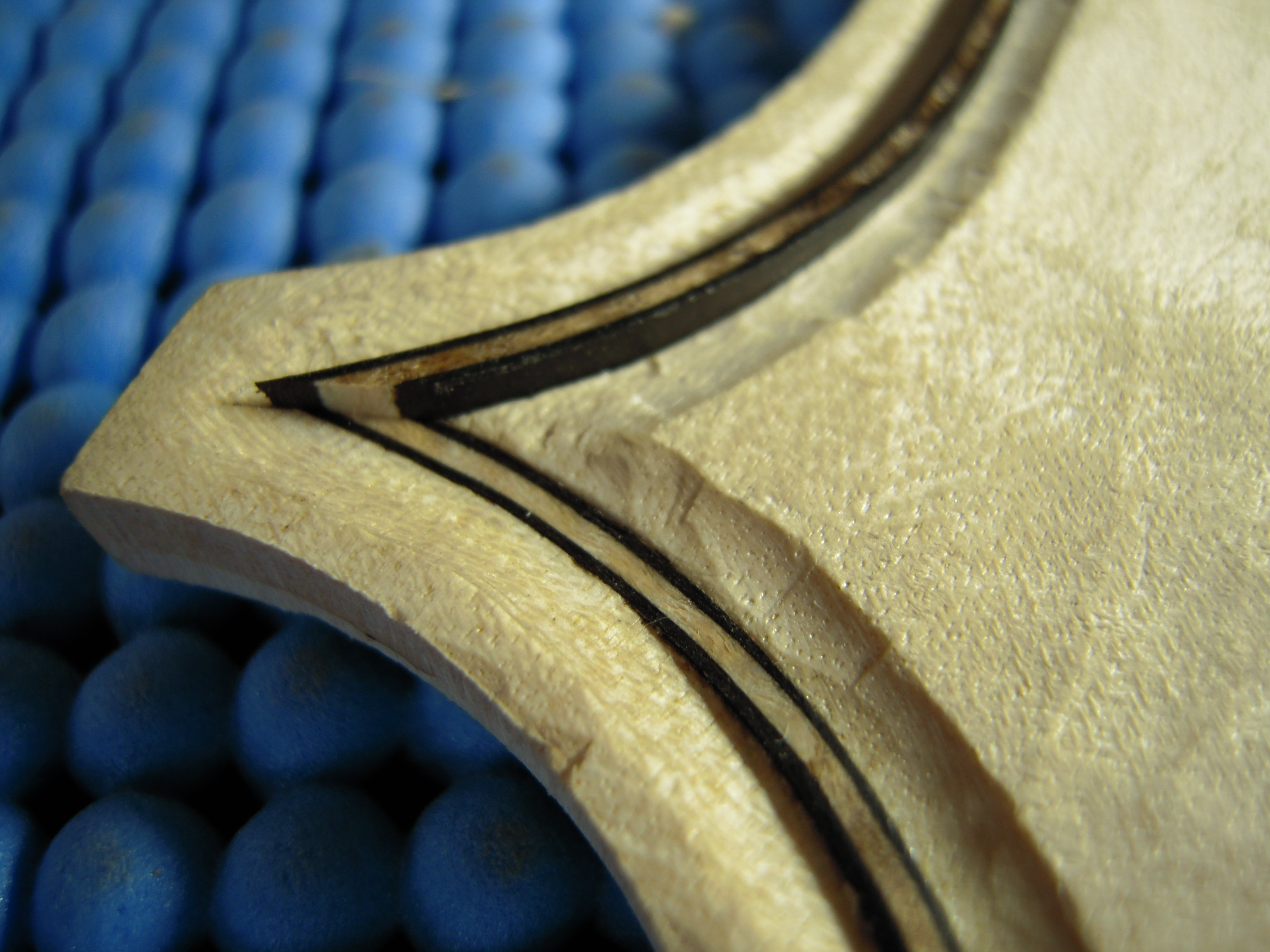
Fase di realizzazione del filetto, che viene inserito ed incollato entro il solco nel fondo di un violoncello.

I filetti vengono preparati trafilando dei nastri di legno; nel caso di Stradivari, lo spessore tipico era di 0,6 mm per il pioppo e 0,3 mm per il pero, per uno spessore totale di circa 1,2 mm, uguale per violini, viole e violoncelli. I tre nastri vengono incollati fra loro, a volte già piegati preventivamente al momento dell'incollaggio tramite delle forme. Negli strumenti antichi l'incollaggio preventivo dei tre filetti prima dell'incasso è testimoniato dal fatto che quest'ultimo, anche quando il solco nella tavola è imperfetto, è sempre preciso e non ne segue le irregolarità.
Il solco per il filetto viene in genere scavato quando la cassa armonica è stata già chiusa, ma prima di portare il piano allo spessore finale, servendosi tipicamente di uno strumento con lama munita di una guida di profondità. Prima della tracciatura, l'abete del piano può essere trattato lungo il bordo con colla, levigata dopo l'essiccamento per renderlo assolutamente liscio e regolare, allo scopo di indurire la grana più tenera dell'abete ed evitare che il legno ceda leggermente durante la tracciatura, prevenendo irregolarità che a contatto con la guida dello strumento di taglio potrebbero influenzare la tracciatura del solco del filetto. Tale pratica era adottata da Stradivari e viene talvolta ripetuta anche per il fondo, benché meno necessaria per via della maggiore compattezza dell'acero rispetto all'abete. Tipicamente si esegue una prima incisione leggera di tracciatura, a 4 mm circa dal bordo per il margine esterno del filetto e ad ulteriori 1,2 mm per il margine interno. A questo punto, prima del taglio vero e proprio, si può prima procedere tagliando con il coltello le vene scure del legno lungo la tracciatura (le vene della crescita invernale, più dure e compatte rispetto a quelle chiare) per evitare che l'incontro della lama con il legno più duro possa rendere irregolare il taglio. Quindi avviene lo scavo vero e proprio del solco, profondo circa 2,5 mm. Tale scavo può essere arrestato a una certa distanza dalle punte dello strumento, circa un centimetro, per finire la parte terminale a mano libera. Stradivari era solito discostarsi dalla tracciatura nella filettatura delle punte, con una leggera piega rivolta verso le C, elemento caratteristico della sua produzione. Una volta tagliati i bordi, il solco viene svuotato a mano con un piccolo scalpello. Il filetto viene dunque tagliato a misura e inserito nel solco e, se l'operazione è stata eseguita con opportuna cura, esso deve entrare con precisione e senza richiedere eccessiva pressione. Solitamente viene effettuato un primo inserimento di prova e l'incollaggio avviene dopo aver controllato e rifinito i dettagli. Nelle punte i filetti devono essere tagliati ad angolo, in maniera da incontrarsi con precisione. In alcuni strumenti, come alcuni dell'ultimo periodo di Stradivari, il termine estremo della filettatura nelle punte poteva non essere riempito interamente dal filetto, ma da stucco composto da colla e limatura di ebano.
Dopo l'incollaggio, la filettatura viene sgusciata con la sgorbia, seguendo in genere una tracciatura eseguita ad una certa distanza dal bordo. La sgusciatura ha una larghezza variabile, in Stradivari è di circa un centimetro per un millimetro di profondità, che scende fino a circa 6 mm per 0,6 mm di profondità nella regione delle C, dove la bombatura cui deve raccordarsi è più accentuata. Dopo la sgusciatura, il bordo formatosi viene smussato e raccordato alla curva della bombatura, portando gli spessori al valore definitivo. Nel piano armonico tale operazione interessa ovviamente anche la parte inferiore delle ƒƒ.